# Ashita no Tame ni ~Forever More~
Albums de Aya Kamiki
Secret Code
(2006) Are you happy now?
(2008)
Singles
Ashita no Tame ni ~Forever More~ est le 2e album de Aya Kamiki, sorti sous le label GIZA studio le 10 octobre 2007 au Japon.

## Présentation
Il atteint la 8e place du classement de l'Oricon. Il se vend à 14 339 exemplaires la première semaine et reste classé pendant 6 semaines, pour un total de 24 572 exemplaires vendus. Il contient ses 3 singles Nemutteita Kimochi Nemutteita Kokoro, Misekake no I Love you et Ashita no Tame ni. A constellation ~2007 a été utilisé comme thème de fermeture pour PVTV, et Hoshi no Furu Yoru ni wa a été utilisé comme thème de fermeture pour MU-GEN. Il sort en format CD et CD+DVD.

## Liste des titres
Toutes les paroles sont écrites par Aya Kamiki.
| 1.  | Sekaijuu no Dare mo ga (世界中の誰もが)                                            | Aika Ohno         | 4:32 |
| 2.  | Ashita no Tame ni (AL ver.) (明日のために)                                         | Aika Ohno         | 4:14 |
| 3.  | You & Me                                                                           | Aika Ohno         | 3:43 |
| 4.  | Tears                                                                              | Rockaku Kanonji   | 5:06 |
| 5.  | Kokoro ga.. Mou Sukoshi (ココロが．．もう少し)                                     | Aika Ohno         | 4:36 |
| 6.  | Yume no Naka ni Made (夢の中にまで)                                                | Aika Ohno         | 4:39 |
| 7.  | Nemutteita Kimochi Nemutteita Kokoro (AL ver.) (眠っていた気持ち 眠っていたココロ) | Aika Ohno         | 4:17 |
| 8.  | Mou Kaeranai (もう帰らない)                                                        | Munetaka Kawamoto | 4:28 |
| 9.  | Forever More                                                                       | Munetaka Kawamoto | 4:45 |
| 10. | Youthful diary (AL ver.)                                                           | tark              | 3:54 |
| 11. | Misekake no I Love you (AL ver.) (ミセカケのI Love you)                            | Aika Ohno         | 4:47 |
| 12. | Kanawanai Nara ~winter lovers~ (叶わないなら ~winter lovers~)                      | Munetaka Kawamoto | 5:02 |
| 13. | Hoshi no Furu Yoru ni wa (星の降る夜には)                                          | Hiya & Katsuma    | 4:17 |
| 14. | A constellation ~2007                                                              | Hitoshi Okamoto   | 4:37 |

| 1. | Ashita no Tame ni               |  |
| 2. | Misekake no I Love you... story |  |
| 3. | Diary offshot                   |  |